# Витториа, Алессандро
Алессандро Витториа (итал. Alessandro Vittoria, 1524, Тренто — 27 мая 1608, Венеция) — итальянский скульптор и художник-медальер венецианской школы периода маньеризма. Основной конкурент ведущего скульптора того же периода XVI века в Италии Джованни да Болонья.

## Жизнь и творчество
Алессандро Витториа ди Виджилио делла Вольпа родился в Тренто, на севере Италии, в семье портного. 25 июля 1543 года переехал в Венецию, учился рисованию и лепке в мастерской архитектора и скульптора Якопо Сансовино. Творческие отношения Витториа и Сансовино были бурными. После одной ссоры Алессандро Витториа уехал из Венеции и работал в Виченце, где сотрудничал с Паоло Веронезе в оформлении виллы Барбаро в Мазере (постройка Андреа Палладио) в качестве скульптора и декоратора интерьера отдельно стоящей церкви (1560—1562). Также работал по украшению других построек Палладио близ Виченцы: Виллы Арнальди и Виллы Тьене (1547). Тем не менее, Витториа и Сансовино трудились вместе над большими скульптурными заказами до самой смерти Сансовино, после которой Алессандро заканчивал многие незавершённые работы этого мастера.
Алессандро Витториа был современником Тициана, влияние которого можно уловить в его произведениях. Он мастерски владел приёмами лепки в терракоте, работал также в бронзе и мраморе. Как и все итальянские скульпторы его поколения, Витториа находился под влиянием творчества гениального Микеланджело и флорентийского маньериста Бартоломео Амманнати. Витториа сотрудничал с архитекторами Санмикели и Палладио, живописцами Тицианом, Тинторетто и Веронезе. Более всего он известен портретными бюстами и статуями в рост, выполненными для различных дворцов в Венето и Венеции, в том числе для Дворца дожей, а также бронзовыми статуэтками, канделябрами, рельефными медалями.
С 1563 года Витториа был членом общины Скуола-Гранде-ди-Сан-Марко в Венеции и членом Академии рисунка во Флоренции, основанной Джорджо Вазари в 1577 году.
Он умер в Венеции 27 мая 1608 года. Его надгробие с автопортретным бюстом (заранее заготовленным в 1602—1605 годах) находится в церкви Сан-Заккариа. Среди его учеников были Камилло Мариани и Андреа ди Алессандро.
Важными историческими источниками являются дневник художника и его завещание от 29 июля 1576 года. В 1999 году в Тренто состоялась ретроспективная выставка творчества Алессандро Витториа в контексте искусства итальянского маньеризма под названием «Прекрасная манера» (La Bellissima Maniera).

## Галерея
- Антонио Босси. Медаль
- Рельефный декор свода Скала д’Оро (“Золотой лестницы”). Дворец дожей в Венеции. Деталь
- Аллегория Благодеяния. “Золотоая лестница” Дворца дожей
- Теламон. Музей венецианского сеттеченто. Ка-Реццонико, Венеция
- Святой Себастьян. Церковь Сан-Сальвадор, Венеция
- Святой Себастьян. 1566. Бронза. Деталь. Метрополитен-музей, Нью-Йорк
- Евангелист Иоанн. Ок. 1580. Терракота.  Чикагский институт искусств
- Надгробие Луиджи Микеле. Церковь Санти Джованни-э-Паоло, Венеция
- Надгробие Эдуарда Виндзора. Церковь Санти Джованни-э-Паоло, Венеция
- Дверной молоток с Нептуном и гиппокампами. 1550-1580. Бронза. Художественный музей Фогга, Кембридж, США